# 秋野由美子
秋野 由美子（あきの ゆみこ、1970年9月1日 - ）は、NHKのプロデューサーで元シニアアナウンサー。

## 人物
富山県立高岡高等学校を経てお茶の水女子大学卒業後、1993年入局。
高校の後輩には、富山局でアナウンス担当副部長を務めた伊藤源太がいる。
好きな食べ物は胃に優しいもの。

## 担当番組・業務

### 富山放送局時代
- 富山県のニュース・気象情報・中継・リポート
- 日本まんなか紀行 - 語り

### 名古屋放送局時代
- 東海3県・東海北陸のニュース・中継・リポート
- おはよう東海（1997年度）
- こんばんは6時です（1998年4月1日 - 2000年3月24日）

### 東京アナウンス室時代（1度目）
- 首都圏・関東甲信越のニュース・中継・リポート
- オトナの試験 ナレーター（ - 2000年）
- 小さな旅（2000年9月17日 - 2002年3月10日）
- 気象通報（主に隔週土曜 2000年9月 - 2002年3月）
- NHKニュース7 ニュースリーダー（2000年9月 - 2003年3月）
- ハイビジョンスペシャル「世界遺産白川郷」－心をつないだ大屋根ふき－（2001年6月22日）
- 首都圏ネットワーク（2002年7月29日 - 8月9日）滝島雅子の代役

### 大阪放送局時代（1度目）
- 関西のニュース・中継・リポート
- 今夜もあなたのパートナー（2003年度）
- ウィークエンド関西（2003年4月5日 - 2004年3月27日）
- NHKニュースおはよう関西（2004年3月29日 - 2008年3月28日）
- 首都圏ネットワーク

※内藤裕子アナの代役（2006年12月11日 - 15日）
※文化流行最前線 リポート（2008年8月 - 2009年3月）
- ハイビジョンスペシャル 地球と出会う 体感!エコツアー ナレーション（2007年4月20日 BShi）
- きょうの料理・おしゃれ工房 大阪制作分（2008年4月 - 7月）

### 東京アナウンス室時代（2度目）
- ゆうどきネットワーク 安部みちこの代役（2009年1月26日 - 30日）
- NHKニュースおはよう日本 平日中継リポート
- 双方向解説・そこが知りたい!（2009年4月 - 2011年4月）

### 熊本放送局時代
- 熊本県のニュース・気象情報・リポート
- 放送部副部長（アナウンス統括）
- テレメッセくまもと（編集責任者）
- くまもとの風（編集責任者）
- クマロク!（編集責任者）
- ニュース845くまもと（不定期）
- ニュース645くまもと（不定期）
- あなたの“心”を歌いたい～シンガーソングライター・樋口了一～ ナレーション（2012年4月30日）

### 大阪放送局時代（2度目）
- 関西のニュース・中継・リポート
- 関西845（不定期）
- こころの時代 -宗教・人生- 「“仏の心”で縁を結ぶ」（2015年1月11日）
- 趣味Do楽 レンズで見つける！わたしの京都 -カメラで女子力アップ - ナレーション

※カフェで出会ったおいしいもの～写真のポイントは光と奥行き（2015年2月3日）
※嵐山をぶらり　おさんぽ～自分のテーマを見つけよう～（2015年2月10日）

### 東京アナウンス室時代（3度目）
- ニュースウオッチ9 ニュースリーダー、ナレーション（奥村奈津美の夏季休暇による代役）（2017年8月10日 - 11日）
- あの日 わたしは ナレーション（2017年4月 - 2018年3月）
- 国会中継（2017年3月 - 2018年5月）
- 明日へ つなげよう「証言記録   東日本大震災」  ナレーション（2017年4月 - 9月。6月のみ 松村正代が代行）

### 秋田放送局時代
- 秋田県のニュース・気象情報・中継・リポート
- おはよう秋田（不定期）
- ニュースこまち845（不定期）
- NHKラジオ第1秋田駅前 喫茶こまち 担当キャスター退職のため代役（2018年12月まで）
- NHKラジオ第1「マイあさ!」ニュースリーダー（三橋大樹の代役）（2020年8月31日 - 2020年9月4日）
- NHK地域局発 きんよる秋田「さよなら、秋田港の貨物列車」（2021年4月16日） - 語り
- ニュースこまち 「秋野由美子のミュージアム散歩」（2020年5月 - 2022年3月）

### 大分放送局時代
- コンテンツセンターアナウンスグループ統括（2023年5月1日 - 2024年7月31日）
- 大分局制作番組の編集責任業務
- 大分県のニュース・気象情報
- はっけんTV・大分（編集責任者）
- ぶんドキ（土曜・日曜）（不定期・平日版は編集責任者。）
- @おおいた（編集責任者）
- ぶんドキ（2023年12月26日 - 27日） - 宮崎大地の代理キャスター
- ニュース845おおいた（不定期）
- 緊急報道（大分放送局発）

## 同期の女性アナウンサー
- 藤井彩子（松江→大阪→東京アナウンス室→大阪→東京アナウンス室→日本語センター出向→ラジオセンター→東京アナウンス室→名古屋）
- 中井亜希（東京アナウンス室→金沢→退職）